# حفاظت زیستگاه

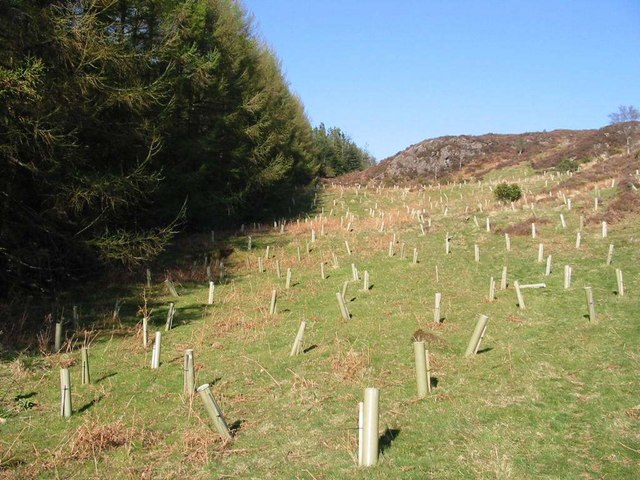
کاشت درخت یکی از جنبه‌های حفاظت از زیستگاه است. در هر لوله پلاستیکی یک درخت چوب سخت کاشته شده‌است.

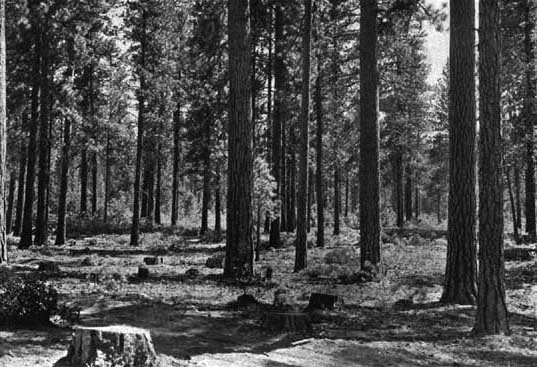
مزایای زیست‌محیطی چشمگیری دربارهٔ با برش گزینشی وجود دارد. این تصویر منطقه‌ای با درختان کاج پوندروسا است که به‌طور گزینشی برداشت شده‌اند.

حفاظت زیستگاه (به انگلیسی: Habitat conservation) یک روش مدیریتی است که به دنبال حفاظت، حمایت و احیای زیستگاه‌ها و جلوگیری از انقراض گونه‌ها، گسستگی یا کاهش دامنه پراکنش گونه است. این اولویت بسیاری از گروه‌ها است که نمی‌توان به آسانی آنها را بر اساس یک ایدئولوژی مشخص کرد.